# Mesék a hullaházból
A Mesék a hullaházból (eredeti cím: The Mortuary Collection) 2019-ben bemutatott amerikai fantasy-horrorfilm, melynek forgatókönyvírója és rendezője Ryan Spindell. A főszerepet Clancy Brown, Caitlin Custer, Christine Kilmer, Jacob Elordi, Barak Hardley, Sarah Hay és Mike C. Nelson alakítja.
A film világpremiere 2019. szeptember 22-én volt a Fantastic Fesztivál-on.

## Szereplők
| Szerep                | Színész           | Magyar hang        |
| --------------------- | ----------------- | ------------------ |
| Montgomery Dark       | Clancy Brown      | Törköly Levente    |
| Sam/Charlotte Gibbons | Caitlin Custer    | Csuha Borbála      |
| Emma                  | Christine Kilmer  |                    |
| Jake                  | Jacob Elordi      | Fehér Tibor        |
| Sandra                | Ema Horvath       | Vincze Fruzsina    |
| Wendell Owens         | Barak Hardley     | Holl Nándor        |
| Carol                 | Sarah Hay         |                    |
| A gyilkos             | Ben Hethcoat      |                    |
| Dr. Harold Kubler     | Mike C. Nelson    | Bodrogi Attila     |
| Margaret              | Jennifer Irwin    |                    |
| Ralph                 | James Bachman     |                    |
| Mrs. Debra Kubler     | Alison Gallaher   |                    |
| Mrs. Avery            | Phyllis Applegate | Menszátor Magdolna |
| Connor                | Brennan Murray    |                    |
| Todd                  | Michael Bow       |                    |
| Bill                  | Tristan Byon      |                    |

## Fordítás
- Ez a szócikk részben vagy egészben  a   The Mortuary Collection című angol Wikipédia-szócikk fordításán alapul.  Az eredeti cikk szerkesztőit annak laptörténete sorolja fel. Ez a jelzés csupán a megfogalmazás eredetét és a szerzői jogokat jelzi, nem szolgál a cikkben szereplő információk forrásmegjelöléseként.